# Вельский уезд

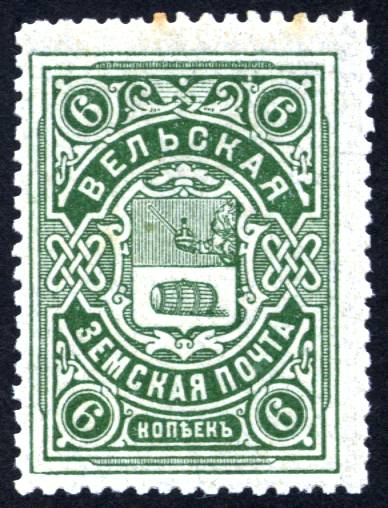
Дореволюционная земская марка. Вельский уезд

Вельский уезд — административная единица в составе Вологодского наместничества и Вологодской губернии, существовавшая до 1929 года. Центр — город Вельск.

## История

### Екатерининская губернская реформа. Образование уезда
Вельский уезд был образован из Верховажской половины Важского уезда (с 1715 по 1719 год — Важская доля, до 1727 года — дистрикт), во время административной реформы Екатерины II в 1780 году, когда он был включён в состав Вологодской области Вологодского наместничества. К уезду была присоединена часть устьянских волостей (Чушевицкая и Пежемская волости) Тотемского уезда и кокшеньгские волости.  

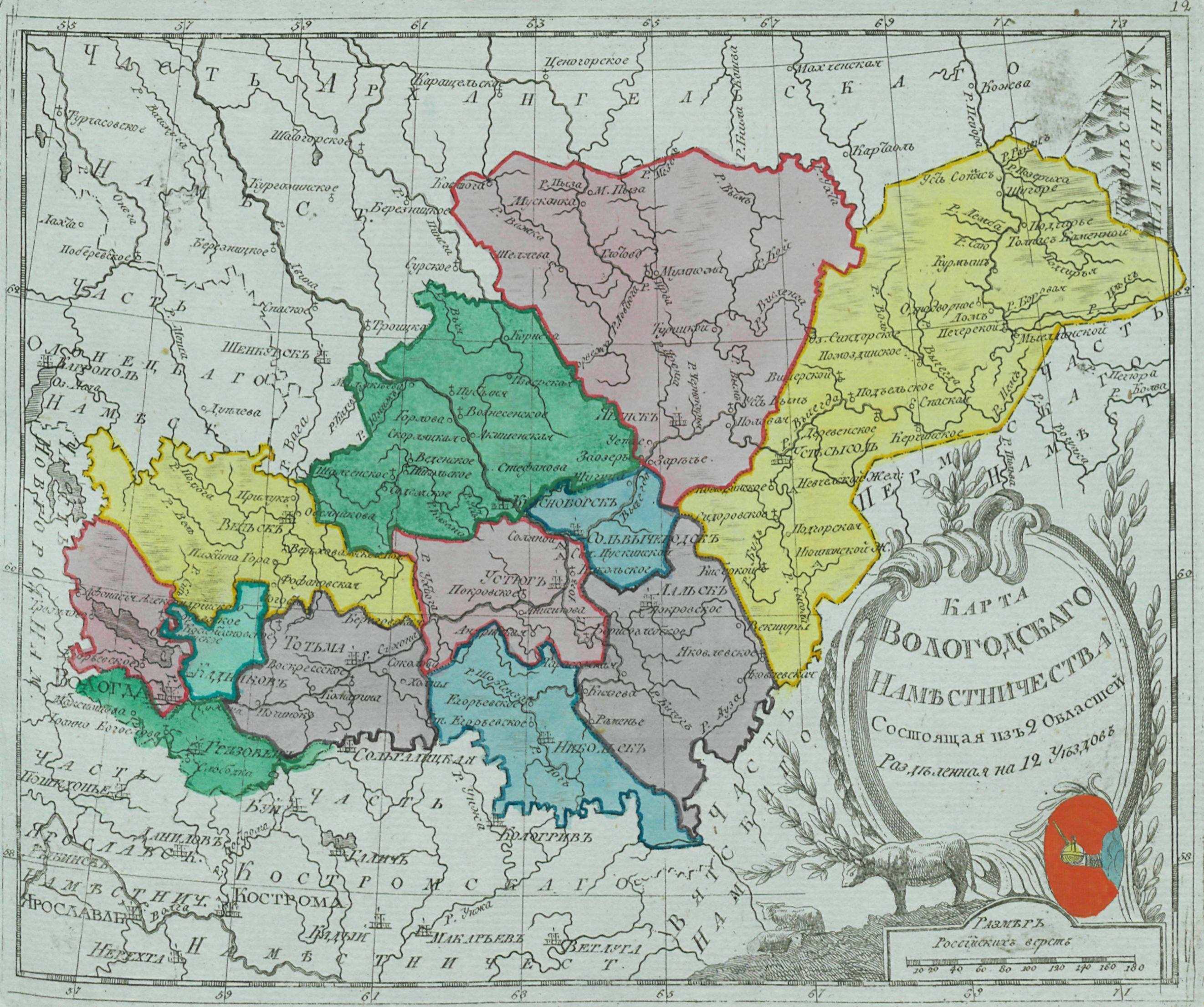
Вологодское наместничество в 1792 г.

### Павловская областная реформа 1796 г.
При проведении областной реформы областной реформы Павла I в 1796 году, предусматривавшей преобразование  наместничеств в губернии и упразднение ряда уездов, Вельский уезд отошёл к Вологодской губернии, в составе которой и оставался до 1929 года. Тогда же, в связи с упразднением Красноборского уезда, находившиеся в его составе устьянские волости перешли в административное подчинение Вельску. К 1799 г. Вельский уезд  состоял из 5 государственных волостей и 3 удельных приказов. Удельные приказы делились на следующие волости и десятины: 
1. Верховский удельный приказ: 
  - Двиницкая волость
  - Доровская волость
  - Жаровская волость
  - Жиховская волость
  - Липецкая волость
  - Шелоцкая волость
  - Верховская десятина
  - Низовская десятина
  - Погосская десятина
  - Терминская десятина
2. Тавреньгский удельный приказ: 
  - Верхоподюжская волость
  - Верхопуйская волость
  - Морозовская волость
  - Нижнеподюжская волость
  - Олюшинская волость
  - Хмельницкая волость
  - Шабановская волость
  - Ширыхановская волость
  - Завельская сотня
  - Тавреньгская сотня
  - Шеношские деревни
3. Усть-Вельский удельный приказ: 
  - Кулойско-Покровская волость
  - Ракульская волость
  - Сидорослободская волость
  - Судромская волость
  - Усть-Кулойская волость
  - Кулукская десятина
  - Кьянская десятина
  - Пакшеньгская десятина
  - Пежемская десятина
  - Ракульская десятина
  - Усть-Вельская десятина
  - Лиходиевский приход[2].

### Становая полицейская реформа 1837 г.
В ходе проведения реформы земской полиции в 1837 г. уезд был разделён на станы. Административно-территориальное деление стало выглядеть следующим образом: 
I стан (108 государственных, 349 помещичьих, 104 удельных села и деревни, 5 919 дворов). Квартира станового пристава в Верховажском посаде. Делился на:  
- Василистовская волость [государственная]. В начале 1840-х гг. переименована в Никифоровскую.
  - Верхотерменское с.о.
  - Есютинское с.о.
  - Кочеварское с.о.
  - Никифоровское с.о.
  - Пархачевское с.о.
  - Чушевицкое с.о.
- Верхолежемская волость [свободных хлебопашцев]. В начале 1840-х гг. упразднена
- Вальская волость [помещичья]
- Вожегодская волость [помещичья]
- Вотчинская волость [помещичья]
- Давыдовская волость [помещичья]
- Емская волость [помещичья]
- Енальская волость [помещичья]
- Зубовская волость [помещичья]
- Катромская волость [помещичья]
- Митюковская волость [помещичья]
- Нижеслободская волость [помещичья]
- Петрясовская волость [помещичья]
- Ухтомская волость [помещичья]
- Верховский удельный приказ 
  - Двиницкая волость
  - Доровская волость
  - Жаровская волость
  - Жиховская волость
  - Липецкая волость
  - Низовская волость
  - Шелотская волость
- Тавреньгский удельный приказ
  - Верхоподюжская волость
  - Верхопуйская волость
  - Морозовская волость
  - Нижнеподюжская волость
  - Тавреньгская волость
  - Хмельницкая волость
  - Шабановская волость
  - Ширыхановская волость

II стан (261 государственных, 422 удельных села и деревни, 6 241 двор). Квартира станового пристава в г. Вельске. Делился на: 
- Ивашевская волость [государственная]. В начале 1840-х гг. переименована в Бестужевскую. 
  - Бережное с.о.
  - Будринское с.о.
  - Семеновское Верхнее с.о.
- Павлицовская волость [государственная] 
  - Камкинское с.о.
  - Леонтьевское с.о.
  - Малодорское с.о.
  - Туроносовское с.о.
- Усть-Вельский удельный приказ
  - Кулойско-Покровская волость
  - Лиходиевская волость
  - Ракуло-Кокшеныская волость
  - Сидоровская волость
  - Судромская волость
  - Усть-Кулойская волость
  - Кулойская десятина
  - Кьянская десятина
  - Пакшеньгская десятина
  - Пожемская десятина
  - Ракульская десятина
  - Усть-Вельская десятина.

Позднее во II стане были образованы Спасский и Шевденицкий удельные приказы. В 1851 году из Вельского уезда в Кадниковский уезд были переданы территории Емской, Нижеслободской, Митюковской, Вальской, Катромской, Петряевской, Вожегодской, Ухтомской, Енальской, Зубовской, Давыдовской, Вотчинской и Глубоковской волостей. 

### Административно-территориальное деление в пореформенный период
Проведение крестьянской реформы и упразднение удельных приказов в 1867 году способствовало дальнейшей унификации административно-территориального деления. Уезд делился на 2 стана, 18 волостей и 56 сельских обществ:  
I стан. Квартира станового пристава в Верховажском посаде. Делился на: 
1. Верховская волость 
  - Вакоминское с.о.
  - Верховское Первое с.о.
  - Веховское Второе с.о.
  - Низовское Верхнее с.о.
  - Низовское Нижнее с.о.
  - Погосское с.о.
  - Терменское Первое с.о.
  - Терменское Второе с.о.
2. Верхопуйская волость
  - Верхопуйское с.о.
3. Есютинская волость 
  - Келаревское с.о.
  - Смольянское с.о.
  - Хозьминское с.о.
  - Шабановское с.о.
  - Шадринское с.о.
  - Шеновское с.о.
4. Морозовская волость 
  - Косковское с.о.
  - Морозовское с.о.
  - Олюшинское с.о.
5. Мосеевская волость. В 1870-х годах переименована в Чушевицко-Покровскую.  
  - Заболотское с.о.
  - Лошкинское с.о.
  - Суходворское с.о.
6. Никифоровская волость
  - Вознесенское с.о.
  - Мокиевское с.о.
  - Никифоровское с.о.
  - Пежемское с.о.
7. Тавреньгская волость 
  - Верхнеподюжское с.о.
  - Завельское с.о.
  - Нижнеподюжское с.о.
  - Тавреньгское с.о.
  - Хмельницкое с.о.
  - Ширыхановское с.о.
8. Шелотская волость 
  - Двиницкое с.о.
  - Доровское с.о.
  - Жаровское с.о.
  - Жиховское с.о.
  - Липецкое с.о.
  - Шелотское с.о.

II стан. Квартира станового пристава в селе Шангальском Камкинской волости.  Делился на: 
1. Бестужевская волость 
  - Бестужевское с.о.
2. Камкинская волость 
  - Камкинское с.о.
3. Кулойско-Покровская волость 
  - Кулойско-Покровское Верхнее с.о.
  - Кулойско-Покровское Нижнее с.о.
  - Лиходиевское с.о.
  - Сидорослободское с.о.
4. Леонтьевская волость 
  - Леонтьевское с.о.
5. Малодорская волость 
  - Малодорское с.о.
6. Никольская волость 
  - Никольское с.о.
7. Павлицовская волость. Упразднена в 1897 году. 
  - Павлицовское с.о.
8. Ростовская волость 
  - Ростовское с.о.
9. Семеновская волость. В 1870-х года из её состава была выделена Дмитриевская волость 
  - Семеновское с.о.
10. Усть-Вельская волость 
  - Кьяндское с.о.
  - Пакшеньгское с.о.
  - Ракуло-Кокшеньгское с.о.
  - Ракульское с.о.
  - Судромское с.о.
  - Усть-Вельское с.о.
  - Усть-Кулойское с.о.[2]

### Изменения административно-территориального деления в 1890-е − 1920-е годы
Волости и волостные центры на 1893 год:
I стан
- Верховская волость - Лукинская
- Верхопуйская волость - Колоколовская
- Есютинская волость - Есютинская
- Морозовская волость - Евсюнинская
- Никифоровская волость - Пежемско-Богоявленский погост
- Тавренская волость - Пономаревское
- Чушевицко-Покровская волость - Чушевицко-Покровский погост
- Шелотская волость - Фафановская

II стан
- Бестужевская волость - Бестужевское
- Дмитриевская волость - Алферовское
- Камкинская волость - Камкинское
- Кулойско-Покровская волость - Кулойско-Покровский погост
- Леонтьевская волость - Леонтьевское
- Малодорская волость - Малодорское
- Никольская волость - Строевское
- Павлицевская волость - Павлицевское
- Ростовская волость - Стешевское
- Семеновская волость - Туткоминское
- Устьвельская волость - Дюковское

В 1913 году в уезде было 18 волостей: Бестужевская (Введенская) (центр — с. Бестужево), Верховская (центр — д. Лукинская), Верхопуйская (центр — д. Колоколовская), Дмитриевская (центр — с. Алфёровское), Есютинская, Камкинская (центр — д. Юрятинская), Кулойско-Покровская (центр — с. Урусовское), Леонтьевская, Малодорская (центр — с. Спасское), Морозовская (центр — д. Евсюнинская), Никифоровская (центр — с. Богоявленское), Никольская (центр — с. Строевское), Ростовская (центр — д. Стешевская), Семёновская (центр — д. Верхне-Семёновская), Тавринская (центр — с. Пономарёвское), Усть-Вельская (центр — д. Дюковская), Чушевицко-Покровская (центр — д. Великодворская), Шелотская (центр — д. Никулинская).
К 1926 году волостей стало 16: Бестужевская, Верховажская, Верхопуйская (центр — с. Колоколовское), Есютинская (центр — д. Мауркино), Кулойско-Покровская, Малодорское (центр — с. Спасское), Морозовская, Никифоровская (центр — с. Богоявленское), Никольская (центр — д. Строевская), Ракуло-Кокшонгская (центр — д. Березник), Тавренгская (центр — с. Пономарёвское), Усть-Вельская (центр — г. Вельск), Хмельниковская, Чадромская (центр — д. Леонтьевская), Чушевице-Покровская (центр — д. Чушевицы), Шангальская.

### Упразднение уезда
В 1929 году Вологодская губерния и все её уезды были упразднены, а их территория вошла в новый Северный край.
15 мая 1929 года на территории упразднённого Вельского уезда было образовано 3 района Северного края: 
- Вельский (центр —  г. Вельск). 1 апреля 1930 года из Вельского района был выделен Коношский район (центр —  п. Коноша).
- Верховажский (центр — с. Верховажье).
- Устьянский (центр — с. Шангалы).

Территория Тавреньгской волости Вельского уезда вошла в состав Вожегодского района Вологодского округа Северного края.

## Демография
| 1858   | 1870   | 1877   | 1881   | 1890   | 1897    | 1905    | 1914    |
| ------ | ------ | ------ | ------ | ------ | ------- | ------- | ------- |
| 74 129 | 80 323 | 87 115 | 89 917 | 99 166 | 102 484 | 117 326 | 130 893 |

99,9% населения уезда являлись русскими, до Октябрьской революции почти все — православного вероисповедания. По социальной структуре 98—99% населения являлось крестьянами. Согласно Переписи 1897 года, из 102 484 жителей уезда числилось 48 427 мужчин и 54 057 женщин.

В самом уездном центре г. Вельске динамика численности выглядела следующим образом:
| 1858 | 1877 | 1897 | 1914 |
| ---- | ---- | ---- | ---- |
| 653  | 829  | 1989 | 2602 |

## Известные жители и уроженцы
- Удалых, Никифор Климович — герой Первой мировой войны, полный кавалер солдатского Георгиевского креста.